# Na Hye-sok
Na Hye-Sok (28 d'abril 1896 - 10 de desembre 1948). El seu pseudònim era Jeongwol ('lluna brillant'); fou una artista, poeta, escriptora, pintora i activista feminista de Corea del Sud.

## Biografia
Na Hye-Sok nasqué al 1896 a Suwon, província de Gyeonggi-do. Era la quarta filla en el si d'una família adinerada. De menuda li deien Agi i Myeong-soon. Li donaren el nom de Hye-sok en assistir a l'Escola de batxillerat femenina Jin Myeong. Demostrà talent artístic des de molt primerenca edat. Animada pel seu germà, anà a la universitat i estudià pintura occidental, una cosa considerada impossible per a una dona en la societat coreana d'aquell moment.

## Obra
Na Hye-sok (1896–1948) era una escriptora i pintora feminista coreana. Fou la primera pintora professional i la primera escriptora feminista de Corea. Pintà algunes de les primeres obres d'estil occidental de Corea i publicà novel·les i relats curts feministes. La seua obra escrita més important, Kyunghee, publicada el 1918, tracta del autodescobriment d'una dona i la posterior recerca de sentit en la vida com una "nova dona". És el primer relat curt feminista de la literatura coreana.
Després de graduar-se en l'Escola secundària femenina Jin Myeong al 1913, s'especialitzà en pintura occidental a la Universitat Nacional de Belles Arts i Música de Tòquio. Al 1915, esdevé coordinadora principal de l'Associació d'Estudiants Femenines Coreanes al Japó. Llavors s'enamorà de Ch'oe Sung-gu, estudiant de la Universitat de Keio i després editor i director de la revista Hakchigwang. La seua relació amb Ch'oe tingué gran difusió entre els estudiants coreans al Japó, així com la seua següent relació literària i personal amb Yi Kwang-su. Al 1915, el pare de Na Hye-sok la feu tornar a Corea i l'obligà a acceptar una proposició de matrimoni d'una família rica. Na Hye-sok pogué evitar-ho en trobar un lloc de professora en una escola primària, segons relata ella després. Després d'ensenyar i estalviar diners durant un any per pagar la matrícula, torna a Tòquio a la fi del 1915 per seguir els estudis. L'abril del 1916 Ch'oe Sung-gu va morir de tuberculosi i Na Hye-sok deixa temporalment els estudis per recuperar-se del col·lapse que li sobrevingué.
Al 1920, Na Hye-sok, juntament amb Kim Won-ju i deu literats més, funda la revista literària P-yeho. A principi de la dècada de 1920, tant Kim Won-ju com Na Hye-sok publiquen una sèrie d'articles en la primera revista per a dones coreanes, Sinyeoja ('Dona nova'), sobre com millorar el vestit de les dones coreanes. Sostenien que era necessària una roba més funcional i pràctica per millorar la higiene, salut i imatge personal de la dona coreana, i criticaven els vestits tradicionals coreans que no consideraven el confort, la protecció i la comoditat de la dona.
L'abril del 1920 es casa amb Kim Woo-young per amor, una cosa poc comuna en la Corea de l'època.
Al 1927 Na Hye-sok i el seu marit fan un recorregut de tres anys per Europa. Es diu que estant a París amb el seu marit absent, tingué un afer amb Choi Rin, capdavanter de la religió Chendogyo, la qual cosa la convertí en objectiu dels periodistes. El seu marit demanà el divorci. El seu diari mostra que fins a finals de la dècada de 1930 lluità per mantenir-se fidel als rols tradicionals d'esposa i mare malgrat les moltes humiliacions i frustracions del seu infeliç matrimoni. Se l'acusà d'utilitzar les seues pretensions artístiques com una excusa per tenir aventures sexuals.
Malgrat el divorci i de la mala reputació, Na Hye-sok continuà pintant i guanyà un premi especial en la 10a Exhibició d'Art Joseon de 1931. També publicà un relat titulat Confessió d'un divorci en la revista Samcheolli el 1934, i hi parla de temes com la desigualtat entre homes i dones segons la moral i tradició coreanes, desafiant el sistema social patriarcal i la mentalitat masclista de la Corea de llavors.
Va morir sola el 10 de desembre de 1948 en un hospital per a captaires. Era freqüent esmentar el seu final per renyar les dones joves coreanes amb ambicions literàries o artístiques amb frases com: "Vols ser una altra Hye-sok?". Recentment, però, se l'ha reconegut a Corea pels seus assoliments en art i literatura. El Seoul Arts Center obrí una exposició retrospectiva de les seues obres l'any 2000.

## Obres
- Confessió d'un divorci (이혼고백서, 離婚告白書)
- Anar de lluna de mel a la tomba del primer amor (첫사랑의 무덤으로 신혼여행을 가다)
- Kyunghee (경희)
- Jeongsun (정순)
- Kyonghui (At Highbeam, so requires subscription. In English.)
- Obres completes de Na Hye-sok 나혜석전집, 羅蕙錫全集)
- Antologia de Na Hye-sok (나혜석 작품집)